# 美術学校

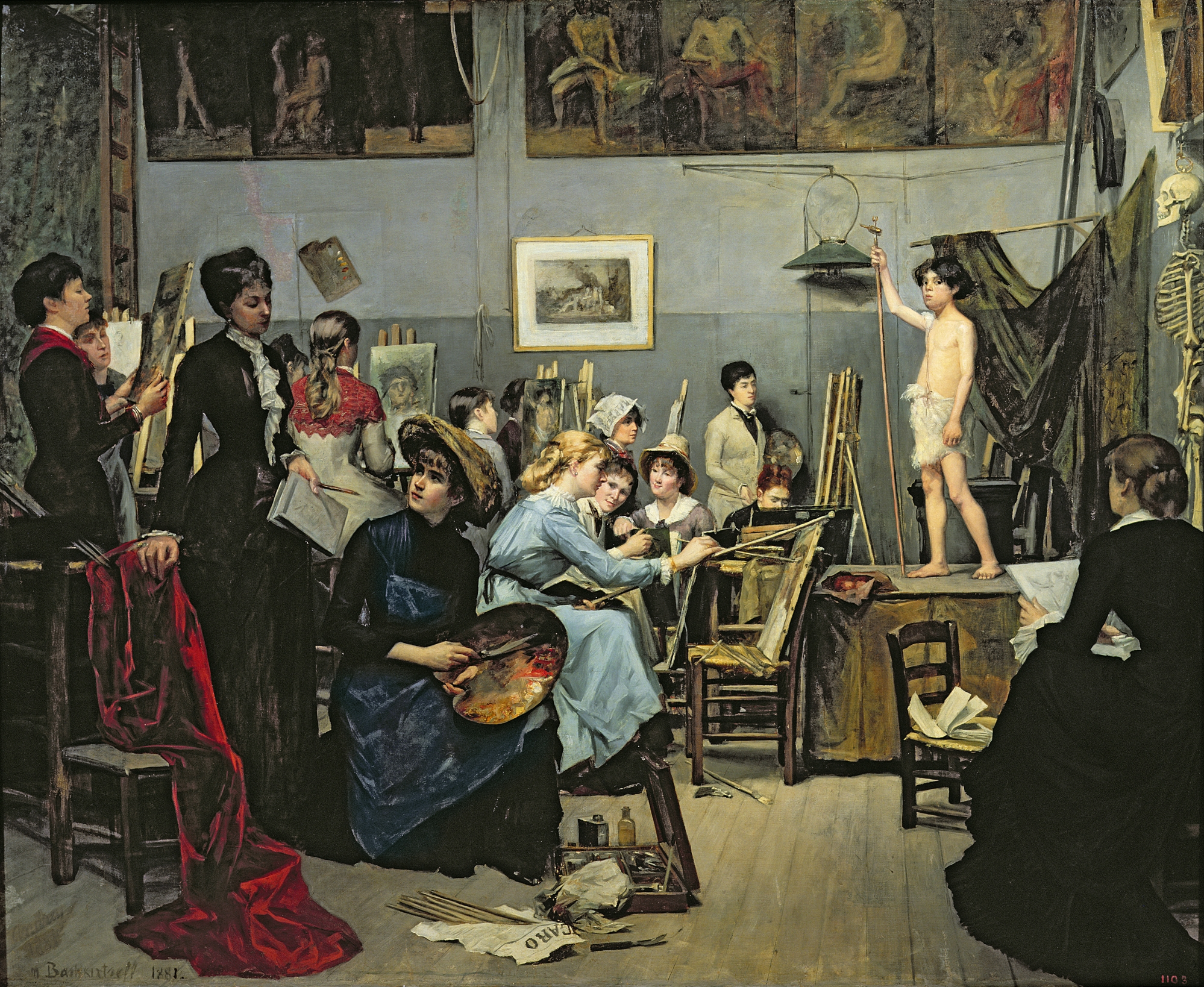
マリ・バシュキルツェフ「アトリエにて」（1881年）は、美術学校における人体デッサン授業の様子を描いている。ドニプロペトロウシク美術館（ウクライナ）所蔵。

美術学校（びじゅつがっこう、英語: art school）とは、視覚芸術（イラストレーション、絵画、写真、彫刻、グラフィックデザインなど）に特化した教育機関。初等教育、中等教育、高等教育の各段階の美術教育機関が存在する。
混同されがちではあるが、音楽系学部などを含む場合もある芸術大学は、厳密には美術大学とは区別される。また、音楽学部だけを持つ単科大学は音楽大学と呼ばれ、区別される。大学の種別としての美術大学・芸術大学は「美大（びだい）／芸大（げいだい）」と略され、後記する各大学については、学生・関係者や近隣住民により、その大学の省略形呼称を「○○美術大学／芸術大学」を「○○美術大／芸術大」「○○美大／芸大」などとする場合も多い（大学の略称については本稿の説明範疇ではないので詳細については当該項目を参照の事）。
フランスのエコール・デ・ボザールが今日の美術教育機関の最初のモデルであると考えられ、徒弟制度に基づく伝統的な美術教育に代わる組織として登場した。

## 概要
日本の美術学校（専修学校）・美術大学は美術における実技者の育成に主眼を置き、油絵、日本画、版画、彫刻、陶芸、工芸（木工・金工など）、建築、デザインなどを学ぶことができる。近年ではパソコン、ウェブデザイン、演劇・映画、映像編集、マンガ、アニメーション、ゲーム、染織、文化財・美術品保存修復、博物館学・学芸員、イベントマネジメント、文芸、情報系など多様な分野に関する学科の設置も増えている。しかしいずれも必ず実技を修得させる教育を伴うものであり、実技の教育を通じて学生に造形・製作に関する能力や視点を身に付けさせることが美術学校・美術大学における教育の最大の目的である。なお、実技によって生み出された作品を研究対象とする美学・芸術学及び美術史に関する科目も大半の美術大学に設置されているが、美学・芸術学及び美術史は人文科学の分野であり、基本的には実技を伴わないため、美術大学にはこの分野のみを専攻する学科は設置されていない。また実技を伴う書道については美術に含める場合もあり、一部の美術大学・学科に書道系の専攻が設置されている。元来書道は東洋独特の芸道であり、日本においては茶道・華道・香道とともに伝統芸能の範疇に入るが、書道の実技教育即ち習字自体は毛筆・硬筆とも国語学・国語教育の分野に属しているため、書道単独の学科としては文学部や教育学部に設置されている場合が多い。一部の美術大学は通信制の課程を併設している。
英語圏の美術学校は、大抵の場合、一般的な大学システムの中に位置づけられている。一方デンマーク、フランス、イタリアなどでは、美術学校は独自の高等教育機関として存在しており、所在国の文部省の管轄外に置かれている。それらの学校では公的な学位は発行せず、独自の修了証明書を学生に与えている。一般大学とは異なる美術学校の特殊な位置づけは、ヨーロッパ圏外のいくつかの国でも引き継がれている。
今日、多くの美術学校が美術に関連する他の科目も提供しており、また一般大学でも美術学校での科目に対応するコースを創設している。例えば、タイのバンコクにあるチュラロンコーン大学は、伝統的な学部に加えて美術学部を設けており、美術学校から一般大学に発展したシラパコーン大学と並んで美術教育を行っている。

## 美術大学の文化
世間でのステレオタイプとは異なり、全米美術学校協会や全米美術大学協会の認証を受けた美術大学では、リベラルアーツ・一般教養科目が卒業要件として厳格に組み込まれている。そのため、美術大学の学生も一般大学と変わらず、正統な大学の学位を受けられるようになっている。

## 学生の選抜と教育内容
日本の場合、美術大学受験の多くは、基礎学力を考査する「学科試験」と、基礎技術を考査する「実技試験」の両試験の選考を経て行われる。受験者の多くは、数ヶ月～数年、美術大学受験のためにデッサンや色彩、デザインなどの基礎知識を学ぶのが一般的である。美術大学受験専門の「画塾」と呼ばれる美術専門の美大予備校も全国に存在する。
学科試験は、芸術関係の設問が多い。学科試験よりも実技試験を重視する傾向が強いが、最低基準値に達しない場合、実技が満点であっても不合格になることがある。そのため、学科授業も設ける予備校も多い。学科試験に大学入試センター試験を利用する美術大学も多い。美術制作を主体としない芸術学科を受験する場合、個別学力試験を課す大学もある。
実技試験は主に、素画、写生、着彩写生、静物写生、立体造形、彫刻、デザイン、空間構成、などを数時間かけて完成させ提出する。推薦入試・AO入試等の場合は事前指定された制作課題を提出することもある。また実技試験を課さない学科・専攻等も存在しており、美術制作を主体としない芸術学科を受験する場合、実技試験に代えて小論文等を選択できる美術大学も多い。大阪芸術大学や嵯峨美術大学など、全学科・専攻について実技試験・作品提出を課さない選抜方法を設定している美術大学もある。また美術大学の学部の通信制課程については現在書類選考のみとなっており、入学試験自体を行っていないため、実技試験・作品提出は課されない。
2000年代以降、少子化が進む中定員の充足が困難になっている美術大学も出ており、健全な大学運営を維持できず教育課程の大幅変更を余儀なくされたり、宝塚大学のように学部・学科廃止に至ったりした事例もある。2006年に美術系としては初の専門職大学院として設立された映画専門大学院大学は開学以来定員充足率が50%にも届いたことがなく、わずか6年後の2012年には募集停止、2013年に廃学に追い込まれるなど、美術大学を取り巻く環境は厳しさを増している。こうした中、多様な人材を広範に確保したいという目的から、AO入試を実施する大学や、学科試験のみ、または面接・小論文など実技以外の試験科目でも受験できる学科・専攻等が増えている。画塾に通うなどして受験前に実技に関する専門的な経験を積まなくても美術大学への入学が可能になりつつあり、従って未経験者も受講することを前提として設置されている科目も増加している。このような状況を背景として美術大学がカバーする学問領域の拡大、学科・専攻の多様化も進んでいる。こうした傾向は、旧来からの実技試験を必ず課し、定員の充足が困難であっても一定の水準に到達した経験者のみを学生として受け入れ、経験者が履修することを前提とした教育課程を設定している音楽大学とは対照的である。

## 日本の美術学校

### 大学教育
- 国公立五芸大　-　東京藝術大学、京都市立芸術大学、愛知県立芸術大学、金沢美術工芸大学、沖縄県立芸術大学の国公立芸術大学５校の間に教育資源の共有と研究協力を目的とした交流協定である。また、毎年持ち回りで学生の相互交流を図るために五芸祭を開催している。沖縄県立芸術大学が正式参加する以前は四芸祭だった。東京藝術大学と京都市立芸術大学は日本で最も歴史のある芸術学校であり（京都市立芸術大学の前身は1880年設立。東京藝術大学の前身は1886年と1887年設立。）、日本芸術界を国内と国際的に支え、日本芸術産業発展と日本芸術文化推進など日本国家と日本芸術界に多大な貢献をした著名人を数多く輩出してきたことから「芸術界の東大と京大」とも称されている。
- 東京五美大　-　東京都にある多摩美術大学、武蔵野美術大学、東京造形大学、女子美術大学、日本大学藝術学部は、総称して東京五美大（五美大）と呼ばれている。東京五美術大学連合卒業・修了制作展を共催する大学群。
- 関西四美大　-   近畿地方にある大阪芸術大学、京都精華大学、京都芸術大学、成安造形大学は、総称して関西四美大と呼ばれている。

### 美術・芸術大学一覧

#### 国立大学
- 東京芸術大学美術学部・大学院美術研究科

#### 公立大学
- 秋田公立美術大学
- 長岡造形大学
- 金沢美術工芸大学
- 静岡文化芸術大学
- 愛知県立芸術大学
- 京都市立芸術大学
- 沖縄県立芸術大学
- 情報科学芸術大学院大学

#### 私立大学
- 東北芸術工科大学
- 東京工芸大学
- 文星芸術大学
- 武蔵野美術大学
- 多摩美術大学
- 東京造形大学
- 女子美術大学
- 横浜美術大学
- 名古屋芸術大学
- 名古屋造形大学
- 成安造形大学
- 京都美術工芸大学
- 京都芸術大学
- 嵯峨美術大学
- 大阪芸術大学
- 宝塚大学
- 神戸芸術工科大学
- 倉敷芸術科学大学

#### 美術系学部等のある大学の一覧
- 芸術学部 - 札幌大谷大学、東京工芸大学、日本大学、玉川大学、京都精華大学、大阪成蹊大学、広島市立大学、九州産業大学、東亜大学、崇城大学等
- 芸術文化学部 - 富山大学、尾道市立大学
- 芸術工学部 - 名古屋市立大学、九州大学等
- 美術学部 - 星槎道都大学
- 美術文化学部 - 金沢学院大学
- 芸術地域デザイン学部 - 佐賀大学
- 造形学部 - 文化学園大学、愛知産業大学、名古屋学芸大学等
- 造形芸術学部 - 明星大学、宝塚大学等
- デザイン学部 - 札幌市立大学、岡山県立大学、東京工科大学
- 筑波大学（芸術専門学群）
- 京都工芸繊維大学 （工芸科学部造形科学域）
- 大阪工業大学 （ロボティクス&デザイン工学部空間デザイン学科）
- 東海大学（国際文化学部デザイン文化学科[札幌キャンパス]、教養学部美術学課程[湘南キャンパス]）
- 近畿大学 (文芸学部芸術学科造形芸術専攻)
- 桜美林大学（総合文化学群)

### 美術短期大学

#### 公立短期大学
- 秋田公立美術工芸短期大学（四年制大学化に伴い募集停止-秋田公立美術大学）
- 大分県立芸術文化短期大学

#### 私立短期大学
- 女子美術大学短期大学部
- 大阪芸術大学短期大学部
- 横浜美術短期大学（旧・トキワ松学園女子短期大学）（4年制大学への改組に伴い募集停止）
- 成安造形短期大学（廃止）
- 嵯峨美術短期大学
- 奈良芸術短期大学
- 山口芸術短期大学
- 九州造形短期大学
- 神戸ファッション造形大学短期大学部（旧・神戸文化短期大学）

#### 美術系学科等のある短期大学一覧
- 相模女子大学短期大学部 生活造形学科
- 京都女子大学短期大学部 生活造形学科
- 松山東雲女子短期大学生活科学科生活デザイン専攻
- 大垣女子短期大学 デザイン美術科
- 桐生大学短期大学部 アート・デザイン学科

残りは、芸術系学科のある短期大学一覧を参照

### 通信制課程を設置している美術・芸術大学及び美術系学部等のある大学

#### 大学
- 武蔵野美術大学
- 愛知産業大学
- 京都芸術大学（大学院通信制課程併設）
- 大阪芸術大学
- 倉敷芸術科学大学（大学院通信制課程のみ）

#### 短期大学
- 大阪芸術大学短期大学部

### 教員養成系大学一覧

#### 国立大学
- 東京学芸大学　教育学部　芸術スポーツ文化課程
- 北海道教育大学　教育学部　芸術・保健体育教育専攻
- 宮城教育大学　教育学部　学校教育教員養成課程 美術教育専
- 福島大学　人間発達文化学類　芸術・表現コース
- 上越教育大学　学校教育学部
- 愛知教育大学　教育学部
- 静岡大学　教育学部　芸術文化課程　美術・デザイン専攻
- 京都教育大学　教育学部　美術領域専攻
- 兵庫教育大学
- 大阪教育大学
- 奈良教育大学
- 鳴門教育大学
- 福岡教育大学

#### 私立大学
- 文教大学　教育学部　学校教育課程　美術専修

### 日本の美術系専修学校
- あいち造形デザイン専門学校
- 青山ファッションカレッジ
- 秋田建築デザイン専門学校
- 秋田公立美術大学附属高等学院
- 阿佐ヶ谷美術専門学校
- 専門学校穴吹デザインカレッジ
- 宇都宮アート&スポーツ専門学校
- 大阪市立デザイン教育研究所
- 大阪総合デザイン専門学校
- 大阪デザイナー専門学校
- 大阪ビジネスカレッジ専門学校
- 御茶の水美術専門学校
- 桂make-upデザイン専門学校
- 京都芸術デザイン専門学校
- 桑沢デザイン研究所
- 国際アート&デザイン大学校
- 静岡デザイン専門学校
- 島根デザイン専門学校
- 仙台デザイン専門学校
- 専門学校アートカレッジ神戸
- 専門学校九州デザイナー学院
- 専門学校東京デザイナー学院
- 創形美術学校
- 中国デザイン専門学校
- 東京アニメーションカレッジ専門学校
- 東京着物染色美術専門学校
- 東京芸術専門学校
- 東京染色美術専門学校
- 東京デザイン専門学校
- 富山ガラス造形研究所
- 富山クリエイティブ専門学校
- トライデントデザイン専門学校
- 専門学校名古屋デザイナー学院
- 専門学校日本装飾美術学校
- 日本デザイン福祉専門学校
- フェリカ建築&デザイン専門学校
- 北海道芸術デザイン専門学校
- 町田・デザイン専門学校
- 山梨県立宝石美術専門学校
- 山脇美術専門学院
- YICキャリアデザイン専門学校

### 高等学校
- 芸術高等学校
- 日本の美術科設置高等学校一覧

### その他
- セツ・モードセミナー

- 美学校

- 武蔵野美術学園

## 英語圏の美術学校に相当する教育施設

### アメリカ合衆国

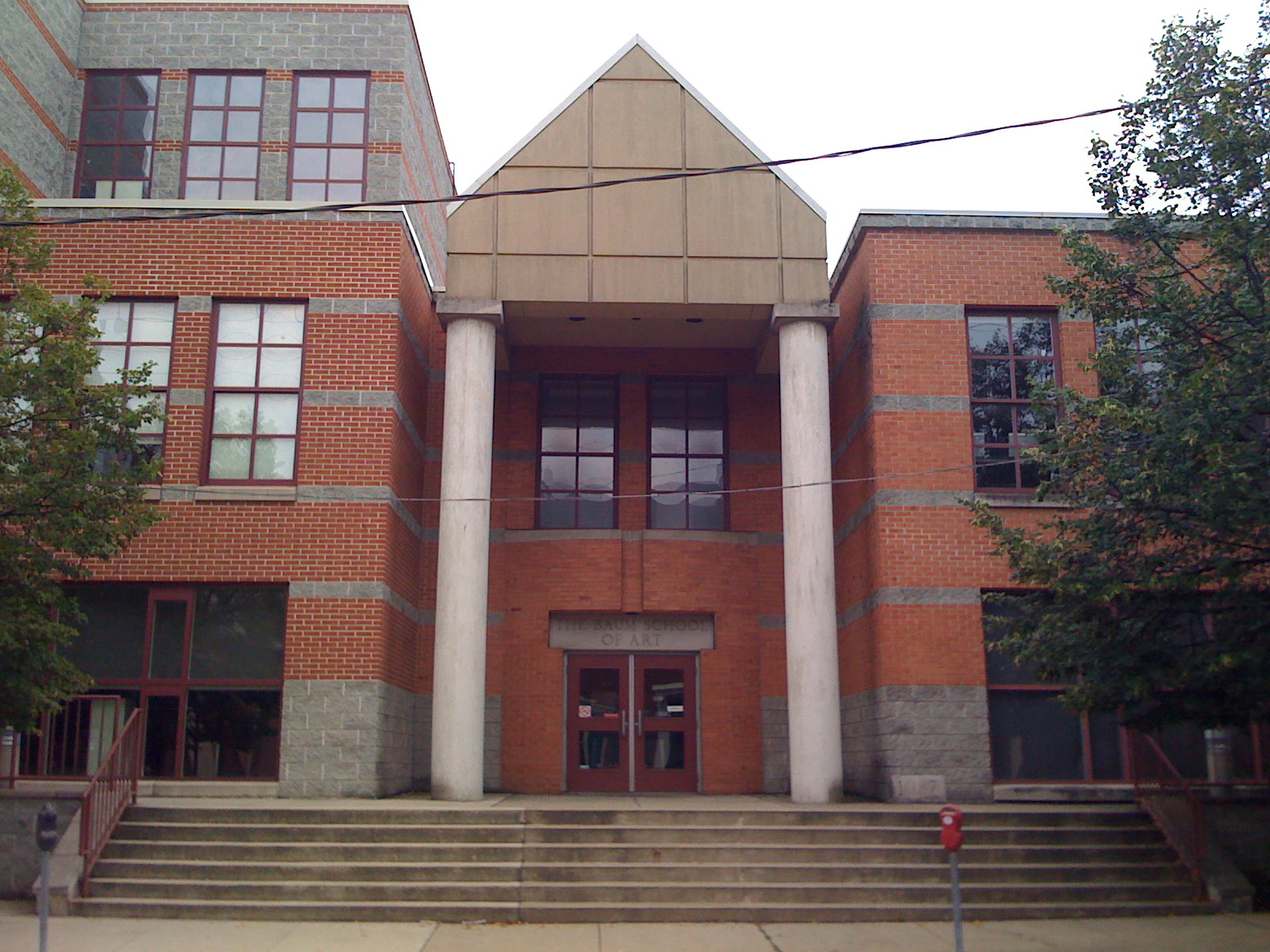
ペンシルバニア州アレンタウンにあるバウム美術大学

アメリカにある美術学士号もしくは美術修士号を授与する美術大学は、下記のようにいくつかの基本類型に分類することができる（ただし、一部に重複や変動がある）。
最も評価の高い美術大学は、1991年に設立された全米美術大学協会に所属する学校である。ここに含まれる大学は、営利目的のキャリアスクールとは異なり、リベラルアーツ科目を学ぶことを強く要求している。それに専門のアート・デザインの科目を合わせることで、円熟したバランスのよい大学学位を提供している。
美術大学と一般大学が提携関係を結んでいるケースもある。例を次に挙げる。シカゴ美術館附属美術大学とルーズベルト大学、ニューイングランド美術大学とサフォーク大学、ボストン美術学校とレスリー大学、ロードアイランド・スクール・オブ・デザインとブラウン大学、メリーランド美術大学とジョンズ・ホプキンス大学、コーコラン美術大学とジョージワシントン大学、ボストン美術館附属美術大学とタフツ大学、テンプル大学タイラー美術学校、ニュースクール大学のパーソンズ美術大学、インディアナ大学のヘロン美術大学。
アメリカには1校だけ州立の独立した美術大学があり、それはマサチューセッツ美術大学である。アメリカで最初にできた美術大学は、ペンシルベニア美術アカデミーである。
ニューヨーク市にあるクーパー・ユニオンは、最も入学競争率の高い美術大学の一つであり、応募者の4%しか入学を許可されない。なお、入学者にはもれなく、学費を全額カバーする奨学金が与えられる。イェール大学のイェール・スクール・オブ・アートは、2年間の美術修士課程のみを提供している。『イェール・デイリー・ニュース』紙が2007年2月1日に報じるところによると、2009年からの入学を希望する1,215人の応募者のうち、入学許可がおりたのは55人だけだったという。
美術大学として次に規模が大きいグループとしては、総合大学の中の一つの学科（デパートメント）、学校（スクール）、もしくはカレッジとして付設している学校がある。例えばアイオワ州立大学のデザイン学部（カレッジ）に見られるように、このタイプの典型的な美術大学では、美術実技、グラフィックデザイン、写真、建築、ランドスケープアーキテクチュア、インテリアデザイン、インテリア建築のコースがあり、ファインアート、デザイン、建築史のコースと並んで教えられている。場合によっては、ファインアート、建築、デザインの学校（スクール）であることもあり、イリノイ大学アーバナ・シャンペーン校のファインアート・応用美術学部（カレッジ）やイェール・スクール・オブ・アートはその例である。3,000人以上の学生を抱えるバージニアコモンウェルス大学VCU美術学部は、アメリカ国内最大級の美術大学の一つであり、公立大学の中では各種ランキングで最も高く評価されている。規模の大きな美術大学には色々な種類があるが、共通の要素としては、リベラルアーツ科目が多く、実技の授業が少ない傾向にあるということだ。これが美術に特化した単科大学と比較した時の違いである。
最後に、最も一般的なタイプの美術大学として挙げられるのは、州立もしくは私立の単科大学として運営されている学校である。典型的には学士号プログラムを持っているが、美術学士号、修士号、あるいは美術修士号を授与するものもある。この種のプログラムは、美術における一般的な学位を発行する点を強調しており、一つの特定の専門科目を選ぶことは要求せず、代わりにコンセントレーションを提供する。一部の認証機関・専門機関は、コンセントレーションを学位として受け付けないことがあり、専門家としての成功をもたらすための適切な準備要件としては認められないことがある。例えば、グラフィックデザイン領域で最低限求められる学位はグラフィックデザインの美術学士号であることが多く、グラフィックデザインのコンセントレーションは通用しない。
学位を授与するアメリカの美術大学の多くでは、古典的な写実主義や、アカデミックな絵画・デッサンの技法については集中した訓練を行っていない。ライムアカデミー美術大学はこの教育モデルを大学に取り入れた事例と考えられる。このギャップは、アトリエ型美術大学（アーティストのスタジオの中に設置された大学）や、次に挙げる大学によって埋められている。ニューヨーク美術アカデミー、ナショナル・アカデミー・ミュージアム・アンド・スクール、ニューヨーク・スタジオ・スクール、ペンシルベニア美術アカデミー（1805年創立）、アート・スチューデンツ・リーグ・オブ・ニューヨーク（1875年創立）、アカデミー・オブ・クラシカル・デザイン。

### イギリス

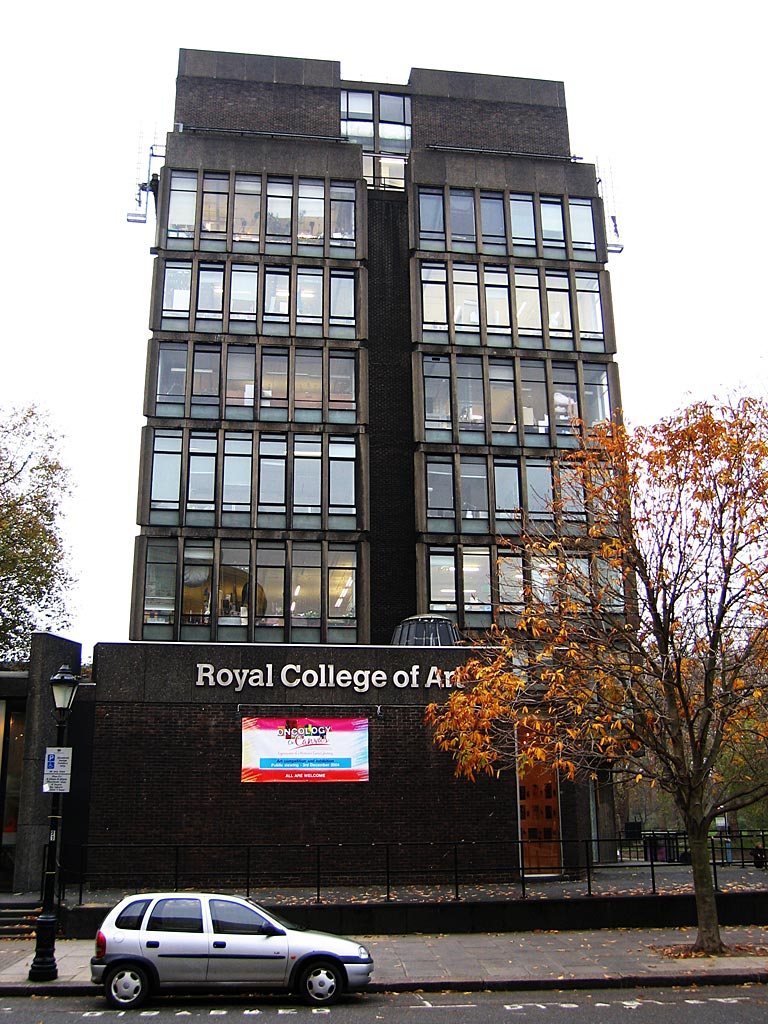
ロイヤル・カレッジ・オブ・アート

おそらく、「美術大学」の定義に最もよくあてはまるのは、継続教育・高等教育を提供している自律的大学群になるだろう。それらは、全英美術大学協会に加盟しており、全部で約18校ある。その他には、より大きな、特定の専門を持たない大学に付随している大学もある（例えばスレード美術大学）。どちらの種類にしても、ほとんどの美術大学は16歳以降の課程と大学院レベルのどちらの教育機会も提供している。
大学の種類は、継続教育に特化したものから、研究主体の専門機関まで多岐にわたる。例えばロンドン芸術大学（University of the Arts London）は連邦的な構造をとった組織であり、ロンドンにある6校の独立した大学から構成されている。その他にも同様の大学として、スレード美術大学、ロイヤル・カレッジ・オブ・アート、ロンドン大学ゴールドスミス・カレッジがあり、どれも学部もしくは大学院課程を一つの大学の傘下のもとで提供している。ロイヤル・カレッジ・オブ・アートのみ、単独の大学院大学であるという点で、例外的な存在である。
ロンドン以外の美術大学としては、次に挙げる大学がある。
- アカデミー・オブ・リアリスト・アートUK
- エディンバラ美術大学
- ヘレフォード美術大学
- ダンカン・オブ・ジョルダンストーン美術大学
- グラスゴー美術大学
- グレイズ美術大学
- マレー美術大学（ハイランド・アンド・アイランド大学）
- バーミンガム美術大学
- コベントリー美術大学
- ノリッチ美術大学
- ファルマス美術大学
- プリマス美術大学
- ラフバラー美術大学

1970年代以降、ディプロマに代わって学位（degree）が美術高等教育における一流の資格となった。
完全に自律的な美術大学の場合、学位認定の際は一般大学と同様に、学士号（Bachelor of Arts (Hons)）かそれ以上の学位を授与するのが長い慣習となっている。最近では、総合大学が視覚芸術のプログラムを設けたり、独立した美術大学がポリテクニックや一般大学と合併して美術の学位機関となる、という傾向がある。顕著な例外としては、シティ・アンド・ギルド・ロンドン美術学校があり、独立した美術大学としてファインアートならびに彫刻や保存修復などの関連分野のみに特化した学校である。いくつかの学校は自力で大学の地位を得たが、先に言及したロイヤル・カレッジ・オブ・アートとロンドン芸術大学がその例である。
イギリスにあるほとんどの専門研究機関は、その起源を19世紀かそれ以前にまで辿ることができる。もともとは政府主導で創立されていることが一般的である。
2011年4月に『モダン・ペインターズ』（雑誌）は美術業界のプロたちを対象に調査を行い、イギリスの美術大学トップ10を発表した。結果は次のとおりである。 1位：ロイヤル・カレッジ・オブ・アート、2位：ロイヤル・アカデミー・オブ・アーツ、3位：シティ＆ギルド・ロンドン美術学校、4位：スレード美術大学、5位：ロンドン大学ゴールドスミス・カレッジ、6位：グラスゴー美術大学、7位：セントラル・セント・マーチンズ（ロンドン芸術大学）、8位：キャンバーウェル・カレッジ・オブ・アーツ（ロンドン芸術大学）、9位：エディンバラ美術大学、10位：チェルシー・カレッジ・オブ・アーツ（ロンドン芸術大学）。

### オーストラリア
- メルボルン大学ビクトリアン美術学部・メルボルン音楽学部（VCA・MCM学部）
- ロイヤルメルボルン工科大学（RMIT大学）
- モナシュ大学美術・建築学部
- ラ・トローブ大学美術学部
- 南オーストラリア大学ファインアート・建築・デザイン学部（UniSA）
- アデレード中央美術大学[7]
- シドニー・アート・スクール[8]
- ナショナル・アート・スクール（NAS）
- ニューサウスウェールズ大学美術学校（UNSW）
- シドニー大学シドニー美術学校（SCA）
- グリフィス大学クイーンズランド美術学校

### カナダ

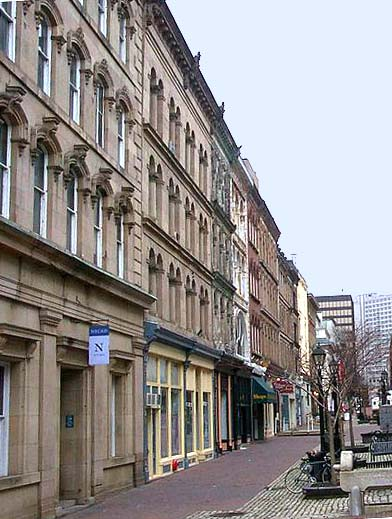
ノバスコシア美術デザイン大学

カナダには4つの美術大学がある。それらはオンタリオ美術デザイン大学（トロント）、エミリー・カー美術大学（バンクーバー）、ノバスコシア美術デザイン大学（ハリファックス）、アルバータ美術大学（カルガリー）である。
エミリー・カー美術大学は、4校の中では最も活動的な研究プログラムを有しており、過去5年間に1,500万ドルの研究投資を行っている。オンタリオ美術デザイン大学の2011年～2012年の研究投資は320万ドルに達した。4校とも幅広い科目を教えており、絵画を始めとして新しいメディア、デザインも扱う。4校ともに公立の学校で、規模が最も大きいのはオンタリオ美術デザイン大学、2番目に大きいのがエミリー・カー美術大学である。過去5年間以上にわたり、エミリー・カー美術大学の在学生・卒業生がカナダ国内のほとんどの主要な賞を獲得してきた。最近のRBC絵画コンペティションでは、オンタリオ美術デザイン大学の卒業生であるヴァネッサ・マルチーズが受賞した。オンタリオ美術デザイン大学は大学院課程の充実化に成功しており、エミリー・カー美術大学もそれに迫る勢いで大学院を整備している。ノバスコシア美術大学の大学院は長い歴史を持っている。

#### トロントの公立美術学校
クロード・ワトソン美術学校とカレン・カイン美術学校は、オンタリオ州トロントにある公立の美術中等教育学校である。卒業後の進路として、次のような美術系学校がある。アール・ヘイグ・セカンダリー・スクールのクロード・ワトソンプログラム、エトビコーク美術学校、ローズデール・ハイツ美術学校、ウェックスフォード美術学校、カーディナル・カーター美術アカデミー。
ブランプトンのメイフィールド・セカンダリー・スクールには地域美術プログラムがあり、公立の高等教育レベルの美術教育を行っている。

## ヨーロッパ大陸の美術学校に相当する教育施設

### 歴史

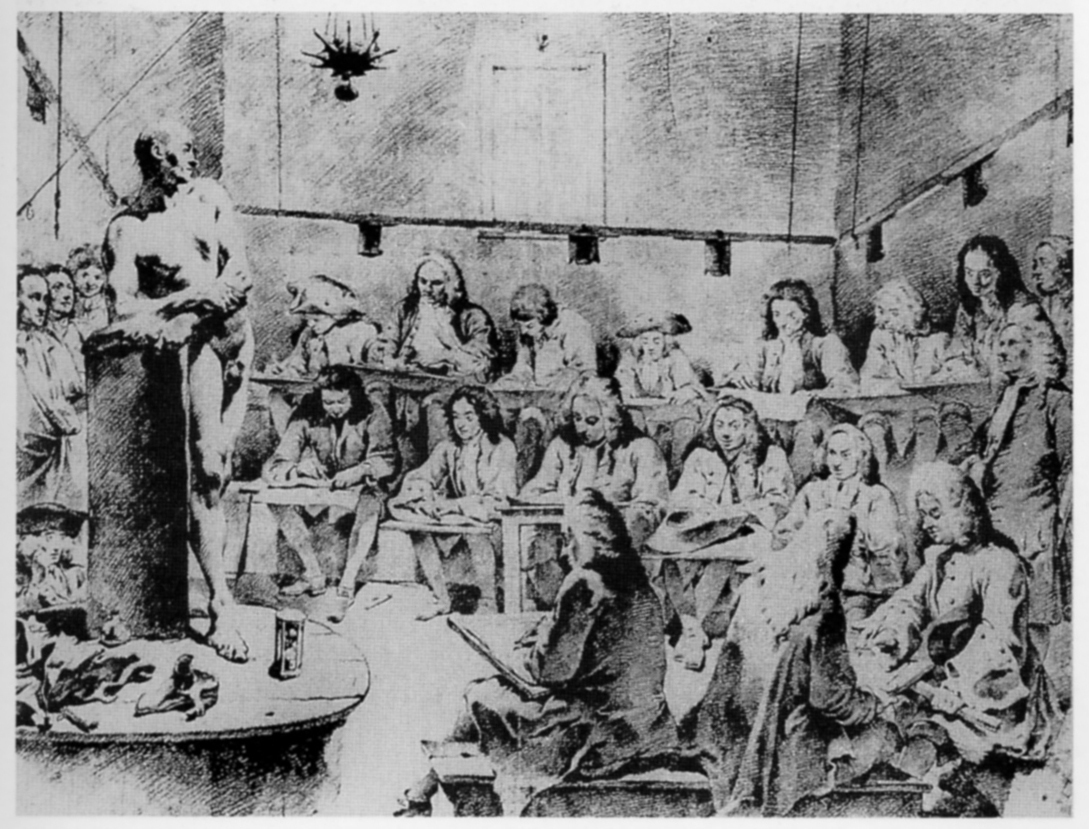
1720年頃のアカデミーにおけるヌードデッサンの様子。ジョヴァンニ・バッティスタ・ティエポロの作品。

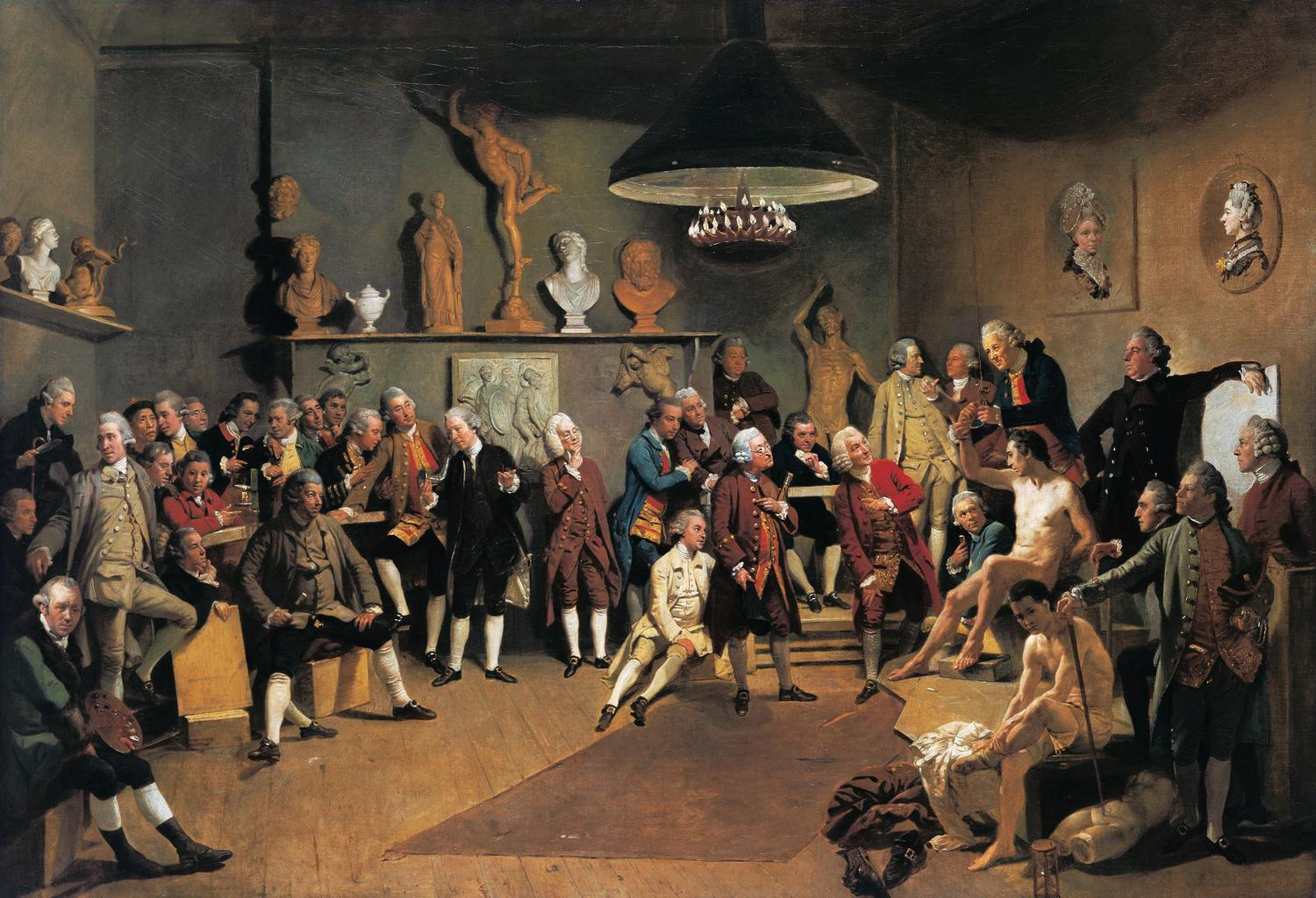
「王立アカデミーにおける会員たちの肖像」、ヨハン・ゾファニーの1771/72年の作品。

美術アカデミーの起源はイタリアに発する。1563年にフィレンツェに建てられたアカデミア・デッレ・アルティ・デル・ディゼーニョ（Accademia delle Arti del Disegno、通称「アカデミア」）が、ヨーロッパに初めて作られた絵画アカデミーである。このアカデミアは、トスカーナ大公コジモ1世の庇護のもとで運営されていた。王室の援助によって美術アカデミーを運営するという教育モデルは、ヨーロッパ中で広く取り入れられた。ローマ教皇は1593年、ローマにアカデミア・ディ・サン・ルカ（Accademia di San Luca）を設立し、それに続いてフランス国王は1648年に王立絵画・彫刻アカデミー（Académie de peinture et de sculpture）を作った。これは、今日まで続く芸術アカデミー（Académie des Beaux-Arts）として引き継がれている。
ドイツ帝国における最初の美術大学・アカデミーは、1662年に創設された絵画アカデミーであり、銅版画家のヨアヒム・フォン・ザンドラルトによってニュルンベルクに作られた。17世紀から18世紀後半に設立されたアカデミーでは、諸侯のもと、芸術家は教授として学生を指導した。学校が成功することで領邦の名誉が得られたのである。ヨーロッパの他の国でもアカデミーが登場し、国家の庇護のもとに運営された。1696年にベルリン、1725年にウィーン、1735年にストックホルム、1768年にロンドンで、順にアカデミーが出来た。ドイツにおける著名なアカデミーは、ドレスデン、マンハイム、デュッセルドルフ、ミュンヘンの各領邦に作られた。これらのアカデミーとは対照的に、アウクスブルク美術アカデミーは都市部に作られたが、1755年にはドイツ帝国の特権が与えられ、美術作品の制作・発表を通じて大きなカリスマ性を得るに至った。アカデミーでは学問的訓練と厳格な古典的規則の教授が行われてきたが、18世紀後半にはそういった教育方法を疑問視する反対運動が起き、美術の自由を求める声が上がった。ナザレ派に代表されるグループは、公的な美術の教義から身を引き、新しい表現方法を求めた。19世紀を通じて、アカデミーでの美術教育により確立された絵画に対抗する偉大な個人・変革者が登場した。例えばフランスでは、ドラクロワ、クールベ、そして印象派の画家たちが現れ、国立のアカデミーの外で美術を発展させようという動きを見せた。しかし、同時期には私立の美術学校も「アカデミー」と呼ばれていた（例えば、アカデミー・ジュリアン）。そこでは、国立のエコール・デ・ボザールの入学資格に満たない者が主に学んでいた。20世紀に美術教育が自由化されたため、美術アカデミーは伝統的な美術の擁護者としての役割の大部分を放棄している。

### オーストリア
オーストリア最初の美術大学は、1692年に宮廷画家のペーター・シュトゥルーデルの私設アカデミーとして創設された（1725年に、ウィーン帝立・王立画家・彫刻家・建築家アカデミーとして再開した。今日のウィーン美術アカデミーの前身である）。最初の音楽大学は、1819年創立のウィーン音楽アカデミーであり、1909年に公立学校となった（ウィーン帝立・王立音楽舞台芸術アカデミー）。
オーストリアでは、以前に芸術大学だった組織はすべて総合大学になった。現在、6校の国立芸術大学があり、そのうち3校は音楽・舞台芸術に特化しており、その他3校は美術・応用美術を専門としている。また、いくつかの美術アカデミーや音楽学校が高等教育機関として存在している。
- グラーツ音楽・舞台芸術大学
- リンツ美術工芸大学
- ザルツブルク・モーツァルテウム大学
- ウィーン音楽・舞台芸術大学
- ウィーン応用美術大学
- ウィーン美術アカデミー

広い意味で取れば、2004年にできたニューデザイン大学（産業デザイン、グラフィックデザイン、インテリアデザイン）も芸術大学の一つと言える。

### スイス
スイスでは、美術大学は応用科学大学に所属している。

### スウェーデン
スウェーデンの美術大学の歴史は、18世紀前半に始まる。当時、美術を学ぶ学生は、1735年に創立されたスウェーデン王立美術大学に入学した。1844年には、職人が日曜日に通う美術学校としてスウェーデン国立美術工芸大学（コンストファック）が作られた。今日、コンストファックは学士課程と修士課程を持っており、陶、ガラス、テキスタイル、金属などの教育を行っている。
また、ヨーテボリ大学、マルメ大学、ウメオ大学に付属する美術大学もある。

### ドイツ
ドイツでは、芸術大学は総合大学と同じく、芸術・学問領域の博士号を授与する権利を持っていることが一般的である。ドイツ高等教育法で規定される芸術大学は、教育と研究を通じた芸術・学問の発展を担っており、とりわけ芸術家の育成機関として機能している。
芸術大学は、若者の芸術的・学問的な才能を育んでいる。入学するためには、特別な芸術的適性を持っていることが求められており、作品のサンプルを提出し、入学試験に合格する必要がある。教育の根本にある価値観として、学生たちは固有の芸術作品と芸術家としてのアイデンティティを自ら見出さねばならない、という想定がある。なぜなら、技術、方法、研究方針などは教えることができても、芸術それ自体は教えることができないからである。
教授の任命は、教員の提案に基づき、州政府を通じて行われる。総合大学とは異なり、芸術大学で教授となるために博士号やハビリタチオンは必要とされない。その代わりに、芸術家として卓越していることを示すライフワークが必要であり、それが専門家たちの間で認められなければならない。
学科は、専門の特別な要求に応じて個別に分かれている場合と、学際的に相互連携している場合がある。一部の学科では、個人授業、小グループの授業、そして教授の授業を組み合わせることができる。また他の学科では、自分の芸術作品のために、あるいは自分の勉強を組織するために、与えられたコースを自由に組み合わせることができる。
美術大学では、独立したアーティストになるためだけでなく、メディア、デザイン、ファッション、舞台芸術などの領域で活躍するための教育も行われている。他にも、美術作品の保存修復や美術教育を教える学科もある。
入学するためには、入学手続きとアビトゥーアや大学入学資格の枠の中で、特別な芸術的才能を示すことが必要である。非常に卓越した芸術的才能が認められる場合には、大学入学資格が免除されることがある。
ドイツの芸術大学で得られる学位には様々な種類がある。個人的なディプロマ（例：音楽教育ディプロマ）や非個人的なディプロマ（例：視覚芸術ディプロマ）の他に、学士、修士、博士レベルの学位が内容に応じて複数存在する。例えば、Graduierter Künstler、Akademiebrief、Meisterschüler、Bühnenreife、Konzertreifeなどである。

### フランス
パリ国立高等美術学校は、グランゼコールの地位を得ている。フランスでは、伝統的な美術教育機関であるエコール・デ・ボザールと並んで、1968年の学生運動の結果、大学に視覚芸術（Arts plastiques）学部が作られた。視覚芸術の概念は、人類学的・社会学的な芸術概念へと拡張され、伝統的な美術の概念に意識的に対抗している。

## アジアの美術学校に相当する教育施設

### 中華人民共和国

#### 中国八大美術学院
- 中国美術学院
- 中央美術学院
- 西安美術学院
- 鲁迅美術学院
- 天津美術学院
- 広州美術学院
- 四川美術学院
- 湖北美術学院

##### 中国九大美術学院
- 清華大学美術学院

### シンガポール
- シンガポール芸術大学(UAS)
- ラサール芸術大学(LASALLE)
- 南洋芸術アカデミー(NAFA)
- シンガポール芸術学院 (SOTA)

## オンライン美術大学
最近では、数多くの美術大学が一部もしくはすべてのカリキュラムをオンラインで、つまり国境を超えて提供している。例として、ピッツバーグ美術大学オンライン、アカデミー・オブ・アート大学などがある。通学制大学と同様に、多くの専攻でコンピュータが利用されており、Photoshop、Illustrator、3D-Studio Maxなどを用いた作品制作が行われている。作品の提出と評価は、通学制・オンライン授業のどちらも実質的に同様の手順で進められる。オンライン授業が伝統的なドローイングやそれに類する作品制作を課する際には、実物の写真やスキャンしたものが提出され、教員によって評価される。